# Helo

Mapa del sur del Peloponeso en la Antigüedad. La ciudad de Helo se encontraba al sur de Laconia, cerca de la desembocadura del río Eurotas.

Helo (en griego, Έλος, cuyo significado es pantano) es el nombre de una antigua ciudad griega de Laconia, que fue mencionada por Homero en el catálogo de las naves de la Ilíada donde dice que se hallaba al borde del mar.
Según la mitología griega, su fundador epónimo fue Heleo, hijo de Perseo.
Estrabón la ubica en una zona pantanosa, hacia el interior, no lejos de la desembocadura del Eurotas.
Una tradición contaba que la ciudad de Helo, que estaba habitada por periecos, se sublevó contra Lacedemonia cuando Agis I privó a esta y otras ciudades periecas de la igualdad de derechos y les ordenó pagar tributo a Esparta. Los de Helo fueron vencidos en una guerra por los espartanos y se convirtieron en los primeros esclavos de los lacedemonios. La tradición añade que del nombre de la ciudad viene el que estos siervos se llamaran Hilotas, nombre que se extendió desde entonces a todos los demás siervos de Lacedemonia procedentes de otros lugares. Los filólogos actuales, sin embargo, consideran improbable que el origen del nombre ilotas provenga de Helos.
En el siglo VIII a. C., en tiempos de Alcámenes, la ciudad, que pertenecía a los aqueos, fue tomada por los lacedemonios, que derrotaron además a los argivos que fueron en su ayuda.
Pausanias menciona además que sus ruinas estaban a ochenta estadios de Trinaso y que desde Helo llevaban una xoana de Coré al Eleusinión en días festivos.
Se cree que la ciudad homérica de Helo pudo situarse en el lugar donde se ubica la población actual de Agios Stephanos. Aquí se han hallado restos de un asentamiento de la Edad del Bronce que muestran que fue el más importante de la zona hasta que sufrió una destrucción parcial en el periodo Heládico Tardío IIIA2 y también durante el periodo comprendido entre el Heládico Tardío IIIB y el Heládico Tardío IIIC. Al final de este periodo fue destruido por el fuego debido probablemente a un ataque bélico, de lo que son un indicio las cuatro cabezas cortadas halladas en un pozo. Posteriormente se fundó una ciudad con el mismo nombre probablemente a raíz de un sinecismo.